# Pleotrichophorus longipes
Pleotrichophorus longipes är en insektsart som först beskrevs av David D. Gillette och Palmer 1928.  Pleotrichophorus longipes ingår i släktet Pleotrichophorus och familjen långrörsbladlöss. Inga underarter finns listade i Catalogue of Life.